# عبد الله الهوا
عبد الله الهوا (19 يوليو 1986 بالجديدة في المغرب - ) هو لاعب كرة قدم مغربي في مركز الوسط. شارك مع منتخب المغرب تحت 23 سنة لكرة القدم. أما مع النوادي، فقد لعب مع نادي الجيش الملكي ونادي الدفاع الجديدي ونادي النهضة البركانية.

## وصلات خارجية
- عبد الله الهوا على موقع قاعدة بيانات كرة القدم.إي يو (الإنجليزية)